# Manchester-by-the-Sea
Manchester-by-the-Sea är en kommun (town) i Essex County i delstaten Massachusetts, USA. Vid folkräkningen år 2000 bodde 5 228 personer på orten. Den har enligt United States Census Bureau en area på totalt 47,3 km² varav 23,2 km² är vatten.